# San Domenico Maggiore
San Domenico Maggiore je gotička, rimokatolička crkva i samostan, koji su osnovala braća dominikanskog reda, a nalazi se na istoimenom trgu u povijesnom središtu Napulja.

## Povijest
Trg je omeđen ulicom popularno nazvanom "Spaccanapoli" (koja se na ovom dijelu službeno zove via Benedetto Croce) u povijesnom središtu Napulja. Bila je to jedna od tri glavne ulice u pravcu istok-zapad izvornog grčkog grada Neapolisa. Na istoku duž Spaccanapolija, za nekoliko blokova stiže se do Piazza Gesu Nuovo i Santa Chiara.
Crkva San Domenico Maggiore uključuje manju, izvornu crkvu izgrađenu na ovom mjestu u 10. stoljeću, San Michele Arcangelo a Morfisa.
Karlo II. Napuljski započeo je ponovnu izgradnju u stilu Gotico Angioiano u kojem je i današnja crkva. Radovi su obavljeni između 1283. i 1324. godine, ali crkva je doživjela izmjene tijekom stoljeća, uključujući onu iz 1670. godine kojom su neki od ukrasa preoblikovani u baroknom stilu. Međutim, u 19. stoljeću crkvi je vraćen izvorni gotički dizajn.
Samostan koji je prigrađen crkvi bio je dom istaknutih imena u povijesti religije i filozofije. To je bilo izvorno sjedište Sveučilišta u Napulju, gdje se Toma Akvinski, bivši član tamošnje dominikanske zajednice, vratio da predaje teologiju 1272. godine. Sakristan Domenik iz Caserte tvrdio je da je vidio Akvinca kako levitira u molitvi sa suzama pred ikonom raspetog Krista u kapeli Svetog Nikole nakon Jutrenja 6. prosinca 1273. Domenic je izvijestio da je Krist rekao Tomi: "Dobro si napisao o meni, Toma. Kakvu biste nagradu imali za svoj trud?", a Toma je odgovorio: "Ništa osim tebe, Gospodine."
Ovdje je nekada živio i fratar filozof i heretik Giordano Bruno.
U središtu trga je obelisk — jedan od tri "kužna stupa" u Napulju — na čijem se vrhu nalazi kip svetog Dominika, utemeljitelja dominikanskog reda, podignut nakon kuge 1656. godine. Izvorni projektant tornja bio je napuljski arhitekt Cosimo Fanzago. Izgradnja tornja započela je nakon kuge 1656. i konačno je dovršena 1737. pod Karlom III., prvim burbonskim monarhom Napulja.
Umjetnički najistaknutije obilježje su freske Pietra Cavallinija u kapeli Brancaccio (1309.), koje prikazuju Priče o sv. Ivanu Evanđelistu, Raspeće, Priče o Magdaleni i apostolima Petru, Pavlu i Andriji .
U sakristiji se nalazi niz od 45 grobnica članova kraljevske aragonske obitelji, uključujući grobnicu kralja Ferdinanda I. Tu počivaju i posmrtni ostaci blaženog Rajmunda iz Capue, bivšeg generalnog magistra dominikanskog reda.

## Ukopi
- Ferdinand I. Napuljski
- Izabela od Aragona, vojvotkinja od Milana
- Ferdinand II. Napuljski
- Biskup Richard Luke Concanen, prvi katolički biskup New Yorka

## Odaja svetih relikvija
"Odaja svetih relikvija", najpoznatija kao "Odaja s blagom", izgrađena je 1690. sa svrhom očuvanja srca Karla II. Napuljskog, Alfonsa V. Aragonskog (Alfonso I. od Napulja) i Ferdinanda II. Napuljskog, kao kao i niz značajnih predmeta koji su pripadali dominikancima, svi dragocjeni povijesni dokazi izgubljeni tijekom francuske okupacije početkom 1800-ih. Dvorana je ostala zatvorena za javnost do 2000. godine, kada je ponovno otvorena, ponovno dobivajući ulogu kulturne atrakcije u povijesnom središtu Napulja.
Može joj se pristupiti kroz drvena vrata ugravirana prema drugom dijelu 16. stoljeća, koja pripisuje se Cosimu Fanzagu. Opremljena je monumentalnim ormarima od orahovine iz 18. stoljeća koji prikazuju zbirku podijeljenu u četiri dijela: "Lukovi", "Procesije", "Blago" i "Sveti ukrasi", izbor skupocjene odjeće aragonskih monarha, poprsja relikvijara, sveto ruho i relikvije dominikanaca. Dekoracije vrata ormara, koje je izradio Francesco Antonio Picchiatti, obuhvaćaju isti stil kao i pod od terakote Donata i Giuseppea Masse, koji su također radili za klaustar Santa Chiara u Napulju.

### Aragonski lukovi
Prvi dio zbirke uključuje odjeću i pribor kraljeva i plemića uklonjenih lukovima prikazanim u susjednoj sakristiji. Potkraj 1980-ih godina s mumija u lijesovima skinuta je odjeća koja datira iz razdoblja između 15. i 16. stoljeća, restaurirana i izložena. Kultura 15. stoljeća ponovno je stvorena pomoću haljina od damasta, vela i svilenih jastuka, bodeža i oklopa aragonske obitelji i drugih članova njihova dvora.
Glavne relikvije su: jastuk od bjelokosti Ferdinanda I. Napuljskog, zvanog Ferrante (15. st.), u svili i srebru, na kojem je izvezena crna rukavica i dobronamjerno obiteljsko geslo "juvat"; jastuk od kozje kože i dio korica i bodeža Ferdinanda II. Napuljskog, zvanog Ferrandino (15. st.), s kožnim resama i vunenom podstavom. Na ovoj su i danas vidljivi tragovi požara u kojem je crkva izgorjela 1506. godine; haljina od oker damasta Isabelle Sforza od Aragona, s četvrtastim izrezom i dugim svilenim vrpcama koje spajaju rukave i steznik. Suknja je 103 cm dužine i 480 cm, s ukrasom od vinove loze i naborom koji se nekada punio vunom, kako bi imao oblikovan struk i odgovarao petnaestostoljetnom idealu ženske ljepote; satensko odijelo boje slonovače Petra Aragonskog, s baršunastim vrpcama i zlatnim baršunastim šeširom; odijelo od smeđeg baršuna koje se pripisuje Francescu Ferdinandu D'Avalosu (mužu pjesnikinje iz 16. stoljeća Vittorije Colonne); haljina od bjelokosti od tafta i grosgraina Marije Aragonske i laneni turban pronađen na njezinoj glavi; različito ruho i obuća plemićke djece koja su uglavnom umrla od kuge.

### Procesije
Drugi dio, smješten na sjeverozapadnom zidu, karakteriziraju poprsja nekih dominikanskih svetaca u papier-mâchéu, drvenoj i srebrnoj lamini, koja su pobjednički nošena tijekom vjerskih procesija u 18. i 19. stoljeću. Ovdje se možemo diviti poprsju Svetog Vincenta Ferrera, zaštitnika graditelja, poprsju Svetog Jurja i Petru Mučeniku (Petru Veronskom), predstavljenom sa sjekirom na glavi, podsjećajući na način na koji je ubijen, prema hagiografiji, nakon obraćenja na kršćanstvo.
U središnjim ormarima nalaze se dvije profinjene lanene draperije izvezene svilom i zlatom, dio zbirke posvećene "povijesti i krepostima" svetog Tome Akvinskog, koju je dominikancima darovala njegova potomka Maria d'Aquino 1799. godine. Prva draperija prikazuje mladu djevojku koja miluje jednoroga, mitsko biće koje je, prema legendi, mogla dotaknuti samo djevica, što predstavlja nevinost. Druga, na suprotnom zidu, "Sunčana kočija", predstavlja zanimljivu temu koja miješa religijske i mitološke teme. Zastore su izradile napuljske vezilje između 1669. i 1685. godine, au prošlosti su se koristile kao zidni ukrasi za vrijeme nekih vjerskih svetkovina vezanih uz sv. Tomu. Kolekcija uključuje i druge zastore, kao što su "Dobrohotnost", "Božja milost", "Poniznost" i "Mir grli pravdu", a sve karakteriziraju bogate barokne cvjetne kompozicije. Umjetnici odgovorni za ove radove koristili su se profinjenom tehnikom nazvanom "PUNTO PITTURA", kako bi dobili poseban efekt svjetla i sjene. Na sjeveroistočnom zidu druga poprsja od papier mâchéa uključuju: Svetu Agnezu Rimsku, zaštitnicu djevojaka i djevica; Sveti Rajmund Peñyafortski, prvi doktor kanonskog prava; Sveti Luj Bertrand, predstavljen sa zmijom koja izlazi iz pehara koji drži u ruci, prisjećajući se epizode kada je skoro umro od otrova.

### Blago
Treći dio čuva najdragocjenije liturgijsko ruho u vlasništvu dominikanske braće, sjajnu zbirku ogrtača i misnica u raznobojnoj svili, srebrnom i zlatnom platnu, '700.  pročelja oltara, ukrasi od sedefa, relikvijar, monstrance i kandelabri. Najdragocjeniji komadi kolekcije su: fantastične brokatirane svjetiljke francuskih proizvođača iz 18. stoljeća, izvezene srebrnim koncem i zlatnom doradom; tunika boje breskve (kraj 18. stoljeća), koja dolazi iz tvornica svile u San Leuciu; prekrasno pročelje oltara (18. st.) u brokatnoj tkanini izvezenoj srebrnim koncem i višebojnom svilom na satenu boje slonovače, s prikazom Djevice Marije i svetog Dominika te "Otajstva krunice"; relikvijarni prst svetog Biagia, taumaturga (čudotvorca) bolesti grla.
Prema svjetovnoj tradiciji, sveti Bonaventura je ušao u Tominu radnu sobu dok je ovaj pisao i ugledao golubicu Duha uz njegovo lice. Nakon što je završio svoju raspravu o euharistiji, stavio ju je na oltar ispred raspela da primi znak od Gospodina. Odmah je bio podignut sa zemlje i čuo je riječi: Bene scripsisti, Thoma, de me quam ergo mercedem accipies? A on je odgovorio Non aliam nisi te, Domine (što znači: Dobro si napisao o meni, Thomas. Kakvu nagradu želiš? Ništa osim Tebe, Gospodine). U riznici San Domenica Maggiore nalazi se tapiserija koja prikazuje Sunčevu kočiju, dio Priča i vrlina svetog Tome Akvinskog, koju je dominikancima darovao Vincenza Maria d'Aquino Pico

### Sveti ornamenti
U četvrtom i posljednjem dijelu prikazani su predmeti koji su u prošlosti krasili sveta mjesta bazilike. Dijelovi velike vizualne sugestije su dvije biste iz 18. stoljeća: jedna pape Pija V., promotora poznate bitke kod Lepanta 1571., i jedna svetog Dominika, utemeljitelja dominikanskog reda, prikazana prema tipičnoj ikonografiji: zvijezda na glavi, pas koji trči s bakljom u ustima i crkva.
Među ostalim predmetima izloženim u ovom dijelu: gorski kristal i zlatno brončano raspelo, fantastične drvene i srebrne laminate vaze sa sedefastim cvijećem i dragocjeni svijećnjaci iz devetnaestog stoljeća u srebrnom bakru. Sve te relikvije dokazuju europsko vodstvo koje je Napulj stekao u sektorima obrtništva i ručne izrade mode još od srednjeg vijeka. Tijekom 16. i 17. stoljeća svila je bila jedna od najznačajnijih stavki u bilanci kraljevstva, a dostupni podaci pokazuju da su proizvodnja svile i trgovinske aktivnosti još uvijek bile značajne za gospodarstvo Kraljevine dviju Sicilija tijekom 18. i 19. stoljeća. Dakle, čak iu sektoru "tekstilne umjetnosti", Napulj je dugo zadržao svoj status "Profinjenog grada", a Treasure Chamber to nesumnjivo dokazuje.

## Piazza di San Domenico Maggiore
Trg je okružen palačama uglednih obitelji, uključujući Palazzo di Sangro di Casacalenda.

## Vanjske poveznice
- Napoli Unplugged: crkva San Domenico Maggiore
- Crkva San Domenico Maggiore
- Mumije San Domenica Maggiorea  Arhivirana inačica izvorne stranice od 6. prosinca 2016. (Wayback Machine)